# Pré-Saint-Martin
Pré-Saint-Martin är en kommun i departementet Eure-et-Loir i regionen Centre-Val de Loire strax norr om centrala Frankrike. Kommunen ligger i kantonen Bonneval som tillhör arrondissementet Châteaudun. År 2022 hade Pré-Saint-Martin 176 invånare.

## Befolkningsutveckling
Antalet invånare i kommunen Pré-Saint-Martin
Referens:INSEE